# Клавдия
Кла́вдия — женское имя, восходит (в русском языке — через греческое посредство) к римскому родовому имени лат. Claudia, женскому от Claudius.
Это имя носила римская христианка, упоминаемая в посланиях апостола Павла (св. Клавдия), и ряд других святых; как крестильное имя получило значительное распространение.
Соответствующие имена в других языках: фр. Claude (Клод; также выступает и как мужское имя), нем. Claudia (Клаудиа) и др.

## Именины
- Православные[2]: 6 января, 2 апреля, 31 мая, 23 апреля